# Helmut Kremers
Helmut Kremers (* 24. März 1949 in München Gladbach, heute Mönchengladbach) ist ein ehemaliger deutscher Fußballspieler.

## Karriere
Kremers spielte von 1967 bis 1980 in der Fußball-Bundesliga für Borussia Mönchengladbach (1967–1969), Kickers Offenbach (1969–1971) und FC Schalke 04 (1971–1980). Danach folgte noch ein Jahr in der 2. Liga Nord bei Rot-Weiss Essen. Anschließend spielte Kremers für die kanadischen Calgary Boomers in der North American Soccer League. Für die Memphis Americans spielte er 1981/82 in der US-Hallenfußballliga Major Indoor Soccer League. 1982/83 schnürte er nochmals als Spielertrainer des SV 08 Kuppenheim in der Oberliga Baden-Württemberg die Fußballschuhe und beerbte in diesem Amt Heinz Stickel.
1970 wurde er mit Kickers Offenbach DFB-Pokalsieger. Diesen Erfolg wiederholte er 1972 mit dem FC Schalke 04. Weggefährte war sein Zwillingsbruder Erwin, der ihn bis 1979 auf all seinen Stationen als Fußballspieler begleitete.
Insgesamt bestritt Kremers acht Länderspiele für Deutschland. Zusammen standen die Zwillingsbrüder dreimal in der Nationalelf: 1973 in Hannover gegen Österreich (4:0) und in Gelsenkirchen gegen Frankreich (2:1) sowie 1974 gegen Ungarn beim 5:0-Sieg in Dortmund.
1974 wurde er mit der deutschen Fußballnationalmannschaft im eigenen Land Fußballweltmeister, kam aber zu keinem Einsatz. Dennoch erhielt er – wie alle Mitglieder des Kaders der deutschen Weltmeistermannschaft – am 23. September 1974 das Silberne Lorbeerblatt.

## Erfolge
- DFB-Pokalsieger 1970 mit Kickers Offenbach
- DFB-Pokalsieger 1972 mit dem FC Schalke 04
- Weltmeister 1974 (ohne Einsatz)

## Nach der Karriere
Kremers war beim FC Schalke 04 zwischen 1989 und 1993 dreimal Manager, 1989 Interimstrainer und vom 12. September bis zum 6. Dezember 1994 der bis dato letzte Präsident. Legendär wurde sein auf der Hauptversammlung gesprochener Satz: „Wenn wir früher gegen Dortmund gespielt haben, haben wir uns dafür nicht mal umgezogen.“ Nach seiner Amtszeit wurde durch eine Satzungsänderung das Präsidentenamt durch einen vom Aufsichtsrat bestellten Vorstand ersetzt, den dann Gerhard Rehberg anführte. Im Dezember 2011 kandidierte er für das Amt des Präsidenten des MSV Duisburg, wurde aber nicht gewählt.
Heute ist Kremers Geschäftsführer einer GmbH für Projektentwicklung in Duisburg, die er 1992 gegründet hat.

## Sonstiges
Kremers durchlief eine Ausbildung zum Großhandelskaufmann. Er wurde in einem Porträt im Mai 1974 als „Vernunftsmensch“, als „Pragmatiker“, „mehr hanseatisch unterkühlt als rheinische Frohnatur“ sowie als Mensch „zwischen Natürlichkeit und gut kaschierter Arroganz“ bezeichnet.
Gemeinsam mit seinem Zwillingsbruder Erwin erreichte er 1974 als „Die Kremers“ mit dem Titel Das Mädchen meiner Träume den 44. Platz der deutschen Hitparade. Die beiden Kremers-Brüder wohnten während ihrer Karriere gemeinsam mit ihren Familien unter einem Dach, zudem waren sie zusammen Inhaber einer Diskothek. Während seiner Laufbahn sprach sich Helmut Kremers bei Vereinswechseln für die Abschaffung von Ablösesummen aus, da das „eine Art von Menschenhandel“ sei.